# John Danyel
John Danyel (Wellow, 1564 – 1626 circa) è stato un compositore e liutista inglese.

## Biografia
Nacque a Wellow nel Somerset e venne battezzato il 6 novembre 1564 ma al di là di questo non si conosce altro sulla sua vita. Tra le sue composizioni pervenute fino a noi ricordiamo due composizioni vocali, "Coy Daphne Fled", sulla ninfa Dafne ed il suo fato, e "Like as the lute delights". 
Esempio li lirica da "Like as the lute delights":
Like as the lute delights, or else dislikes,
As is his art that plays upon the same;
So sounds my muse, according as she strikes
On my heart strings, high-tuned unto her fame.